# Saint-Cosme-en-Vairais
Saint-Cosme-en-Vairais é uma comuna francesa na região administrativa do País do Loire, no departamento de Sarthe. Estende-se por uma área de 32.63 km². Em 2010 a comuna tinha 1 991 habitantes (densidade: 61 hab./km²).